# Cecil Purnell
 (mai 2021).
Améliorez-le ou discutez des points à vérifier. 
 (mai 2021).
La mise en forme du texte ne suit pas les recommandations de Wikipédia : il faut le « wikifier ».
Les points d'amélioration suivants sont les cas les plus fréquents. Le détail des points à revoir est peut-être précisé sur la page de discussion.
- Les titres sont pré-formatés par le logiciel. Ils ne sont ni en capitales, ni en gras.
- Le texte ne doit pas être écrit en capitales (les noms de famille non plus), ni en gras, ni en italique, ni en « petit »…
- Le gras n'est utilisé que pour surligner le titre de l'article dans l'introduction, une seule fois.
- L'italique est rarement utilisé : mots en langue étrangère, titres d'œuvres, noms de bateaux, etc.
- Les citations ne sont pas en italique mais en corps de texte normal. Elles sont entourées par des guillemets français : « et ».
- Les listes à puces sont à éviter, des paragraphes rédigés étant largement préférés. Les tableaux sont à réserver à la présentation de données structurées (résultats, etc.).
- Les appels de note de bas de page (petits chiffres en exposant, introduits par l'outil «  Source ») sont à placer entre la fin de phrase et le point final[comme ça].
- Les liens internes (vers d'autres articles de Wikipédia) sont à choisir avec parcimonie. Créez des liens vers des articles approfondissant le sujet. Les termes génériques sans rapport avec le sujet sont à éviter, ainsi que les répétitions de liens vers un même terme.
- Les liens externes sont à placer uniquement dans une section « Liens externes », à la fin de l'article. Ces liens sont à choisir avec parcimonie suivant les règles définies. Si un lien sert de source à l'article, son insertion dans le texte est à faire par les notes de bas de page.
- La présentation des références doit suivre les conventions bibliographiques. Il est recommandé d'utiliser les modèles {{Ouvrage}}, {{Chapitre}}, {{Article}}, {{Lien web}} et/ou {{Bibliographie}}. Le mode d'édition visuel peut mettre en forme automatiquement les références.
- Insérer une infobox (cadre d'informations à droite) n'est pas obligatoire pour parachever la mise en page.

Pour une aide détaillée, merci de consulter Aide:Wikification.
Si vous pensez que ces points ont été résolus, vous pouvez retirer ce bandeau et améliorer la mise en forme d'un autre article.
Pour les articles homonymes, voir Purnell.
Cecil Purnell est un horloger suisse spécialisé dans la production de montres haut de gamme équipées d'un dispositif tourbillon.

## Histoire
En 1918, combattant sur le sol français, le soldat anglais Cecil Purnell est blessé. Soigné dans un hôpital à Besançon, il découvre un savoir-faire propre à la région : l'horlogerie. Il développe une fascination et un intérêt pour le mécanisme du tourbillon d'Abraham Breguet. Cette passion le pousse à s'installer dans la Vallée de Joux, en Suisse, pays de l'horlogerie. Cet intérêt est transmis à son petit-fils Jonathan Purnell qui le développe dès l'âge de huit ans. 
En 2006, après avoir travaillé dans le secteur pour plusieurs marques prestigieuses, Jonathan Purnell et son associé, le professionnel de l'horlogerie Stéphane Valsamides, fondent la marque Cecil Purnell. 
En 2009, après des années de développement, la marque lance son premier calibre entièrement développé en interne, le CP 3000, et s'installe dans le canton de Genève en Suisse.
En 2010, la marque devient une micro-entreprise dont les produits sont entièrement fabriqués en interne, et lance en 2011, sa seconde complication, La Grande Date.
En 2014, l'entreprise conclut un partenariat avec l'entraîneur du Real Madrid, Carlo Ancelotti, qui est nommé « ambassadeur de la marque ».

## Collection
- Hamberge
- Classique 43
- Joaillerie
- La Grande Date
- La 47